# دی‌اکسید سرب
دی‌اکسید سرب (به انگلیسی: Lead dioxide) با فرمول شیمیایی PbO2 یک ترکیب شیمیایی با شناسه پاب‌کم 14793 است. که جرم مولی آن 239.1988 g/mol می‌باشد. شکل ظاهری این ترکیب، پودر قهوه‌ای تیره و سیاه است.